# Albert e David Maysles
Albert (Boston, 26 novembre 1926 – New York, 5 marzo 2015) e David Maysles (Boston, 10 gennaio 1931 – New York, 3 gennaio 1987) sono stati due registi statunitensi.

## Biografia
Sono noti soprattutto per il loro pionieristico lavoro di documentaristi  all'interno della corrente del direct cinema e per i film Salesman (1969, co-regia con Charlotte Zwerin), Gimme Shelter (1970) e Grey Gardens (1975). Oltre a lavorare insieme, entrambi hanno portato avanti progetti singolarmente (come Journey to Jerusalem, 1968, regia di David Maysles o Iris, 2014, regia di Albert Maysles).

## Filmografia

### In coppia
- Showman (1963)
- The Delegate - film TV (1964)
- What's Happening! The Beatles in the U.S.A. - film TV (1964)
- Salesman, co-regia con Charlotte Zwerin (1969)
- Gimme Shelter (1970)
- Grey Gardens (1975)
- Running Fence, co-regia con Charlotte Zwerin (1977)
- Vladimir Horowitz: The Last Romantic - film TV (1985)
- The Beatles: The First U.S. Visit (1990)[4]
- The Beales of Grey Gardens (2006)